# Vorța (gmina)
Vorța – gmina w Rumunii, w okręgu Hunedoara. Obejmuje miejscowości Certeju de Jos, Coaja, Dumești, Luncșoara, Valea Poienii, Visca i Vorța. W 2011 roku liczyła 876 mieszkańców.